# الن ونگ
الن وانگ (انگلیسی: Ellen Wong؛ زادهٔ ۱۹۸۴/۱۹۸۵ (۳۹–۴۰ سال)) یک هنرپیشه اهل کانادا است. وی از سال ۲۰۰۵ میلادی تاکنون مشغول فعالیت بوده‌است.